# Estación de Elne
La estación de Elna es una estación ferroviaria francesa de la línea Narbona - Portbou, situada en la comuna de Elna, en el departamento de los Pirineos Orientales, en la región de Languedoc-Rosellón. Por ella transitan tanto trenes de larga distancia como trenes regionales.

## Situación ferroviaria
La estación se sitúa en el PK 481,198 de la línea férrea Narbona - Portbou. Antiguamente, era el punto de partida de la línea férrea Elne - Arles-sur-Tech, la cual fue cerrada al tráfico de viajeros en 1939 y parcialmente abandonada. Una pequeña parte se sigue usando para el tráfico de mercancías.

## Historia
La estación fue inaugurada en 1878 con la apertura del tramo Perpiñán-Portbou por la Compañía de Ferrocarriles del Mediodía. En 1935, la compañía que disponía de la concesión inicial fue absorbida por la Compañía de Ferrocarriles de París a Orléans dando lugar a la Compañía PO-Mediodía. Dos años después, la explotación pasó a manos de la SNCF.

## Servicios ferroviarios

### Larga distancia
A pesar de ser una estación menor, varios trenes de grandes líneas hace su parada en ella.
- Línea París - Cerbère. Tren Téoz.
- Línea París - Cerbère. Tren Lunéa.
- Línea Luxemburgo / Estrasburgo - Cerbère / Portbou. Tren Lunéa. Fines de semana y vacaciones.

### Regionales
Los TER cubren los siguientes trayectos:
- Línea Toulouse ↔ Cerbère
- Línea Narbona / Nîmes / Aviñón ↔ Cerbère